# Catanthera tawaensis
Catanthera tawaensis là một loài thực vật có hoa trong họ Mua. Loài này được (Merr.) Regalado mô tả khoa học đầu tiên năm 1990.